# アイタケ
アイタケ（藍茸、学名: Russula virescens）はベニタケ属の中型から大型になるキノコの一種。英語圏では green russula、green quilt russula、greencracked brittlegill などと呼ばれる。キノコにおいてはめずらしく淡い青緑色の傘で、独特のひび割れ模様が出る。食用キノコ。青森県や山形県の方言で、アオドヨウ（青土用）ともよばれ、「土用の日から食べられる青い茸」という意味がある。傘の色は、藍色というよりは緑色を基調とした色合いである。

## 生態と分布
夏から秋にかけて、シイ・カシ林やシデ、コナラ、クヌギ、ミズナラ、ブナなどコナラ属・カバノキ属・ブナ属の落葉広葉樹の雑木林の地上や林縁の草地に生え、散生あるいは群生する。ときにはマツ属・モミ属・トウヒ属などの樹木の下にも発生する。
外生菌根菌（共生性）。これらの樹木の生きた細根との間に、外生菌根を形成して生活しており、人工栽培は困難で、いまのところ試みられていない。
北半球温帯以北に広く分布し、日本でも、低地の公園林などから亜高山帯まで、各地で比較的普通に見出される。

## 形態

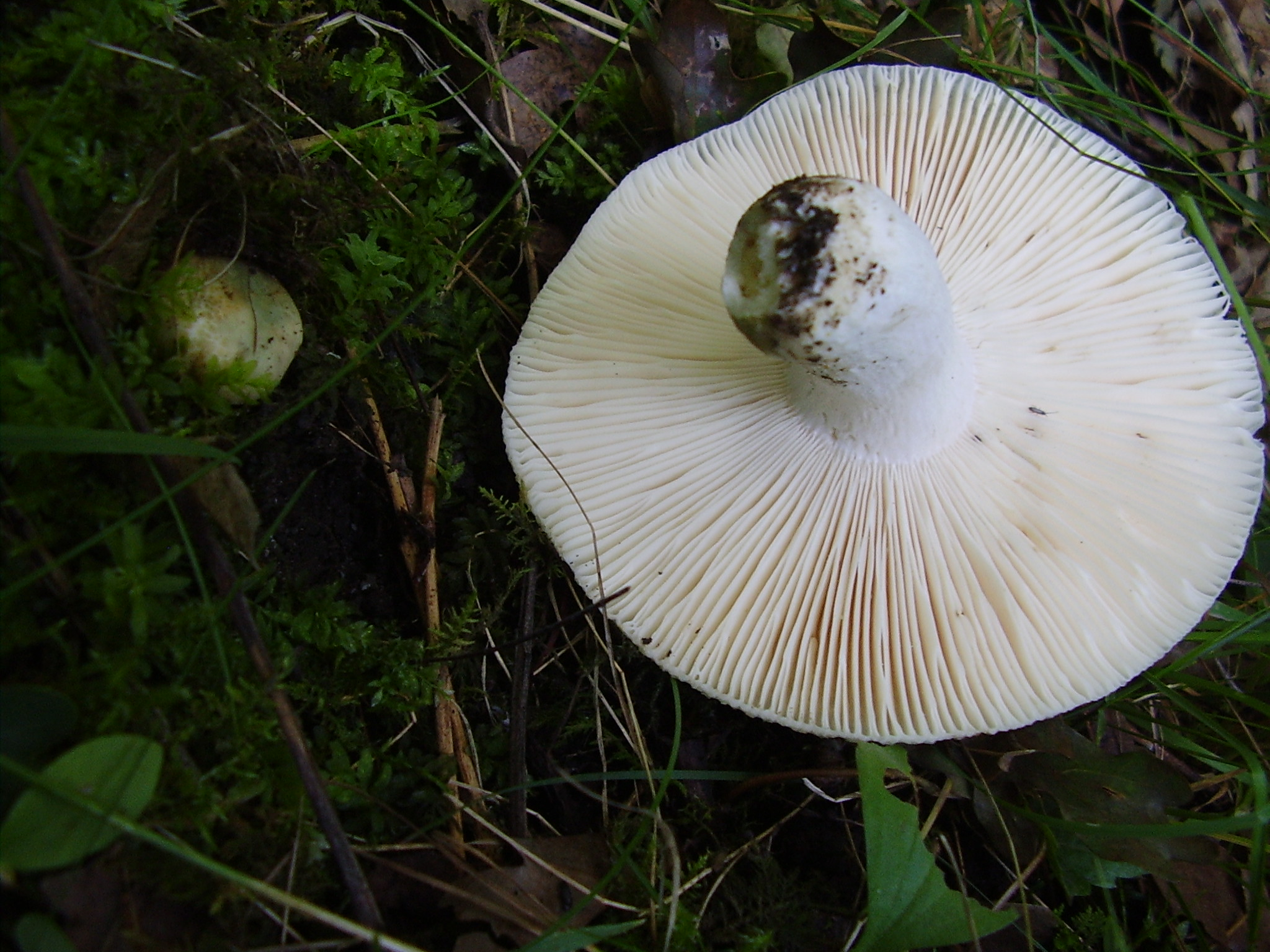
裏面は白色でひだはやや密

子実体は傘と柄からなる。傘は直径 5 - 12センチメートル (cm) で、幼時は内側に丸まった団子状からまんじゅう型、成長すると開いて、さらに反り返って浅い漏斗状となる。表面は淡い青緑色でいくぶんざらつき、しばしば表皮が不規則にひび割れ状になった斑紋が浮き出る。傘の上面は、湿っているときにやや粘性がある。幼菌は傘全体が深い青緑色。じゅうぶんに成熟すれば、しばしば傘の周縁部に浅い条溝を生じる。
傘・柄の肉はともに白色で傷つけても変色することはなく、堅いがもろい肉質であり、味もにおいもともに温和である。硫酸鉄(II) に接触すると帯褐オレンジ色ないし帯褐桃色に変わる。
傘下面のヒダは柄に対して上生してやや密に配列し、白色からクリーム色を呈し、分岐や連絡脈を欠く。
柄はほぼ上下同大で長さ 4 - 10 cm、太さ1.5 - 2.5 cm 程度、白色でしわ状の縦線に被われ、中実か随状でかたい。
胞子紋は淡クリーム色を呈する。担子胞子は、大きさ7 - 8 × 6 - 6.5マイクロメートル (μm) のほぼ球形から広楕円形をなし、その表面には微細なとげ状突起が不規則に生じ、突起の基部はきわめて細い連絡糸によって連結されている。傘の表面には円錐状のシスチジアが散在し、表皮のゼラチン化はほとんど認められない。

## 食用
食用になり、比較的大形で発生量も多く、酷似する毒キノコも少ないために人気がある。地方によっては味の良いキノコとして珍重されている。特に中国の雲南省では青头菌 (チントウジュン)として広く市場に流通している。
歯切れはさほどではないが肉質がやわらかく、クセのない風味で、特に汁物にするとよいダシが出る。鉄板焼きをはじめ、サラダやバター炒め、ビザトーストのトッピング、フライなどにする。ただし、ビタミンB1を破壊する酵素を含有することが報告されており、多食は避けるべきであるとされている。また、調理方法にも注意を要し、生食はあまり勧められない。

## 類似種
アイタケは、傘の色、形を見れば同定しやすいキノコだといわれている。
食毒不明のフタイロベニタケ (Russula viridirubrolimbata) も、アイタケと同様に、傘の表皮が不規則に裂けてモザイク状をなすが、通常はかさの中央部付近が緑色、周縁部が暗赤色を呈する。ただし、フタイロベニタケにおいても、まれに傘のほとんど全面が緑色を呈することがあり、その場合には肉眼的な識別はきわめて困難である。夏から秋にかけて広葉樹林にまれに発生する。
またアイタケに似て、かさの表皮が黄褐色となるものにヤブレキチャハツ (Russula crustosa) がある。